# Kathryn Kuhlman
Kathryn Kuhlman (ur. 9 maja 1907, zm. 20 lutego 1976) – amerykańska kaznodziejka i ewangelistka. Narodziła się na nowo w wieku 14 lat, kiedy wstąpiła do Kościoła metodystycznego w Concordii (USA) i zaczęła głosić ewangelię w wieku szesnastu lat. W latach 1940–1970 Kuhlman podróżowała po całych Stanach Zjednoczonych, a także w innych krajach głosząc ewangelię. Miała własny program telewizyjny „Wierzę w cuda”, który był nadawany co tydzień. W 1972 roku odwiedziła i otrzymała błogosławieństwo papieża w Rzymie. Stała się sławna, pomimo że, jak powiedziała dziennikarzom, nie miała wykształcenia teologicznego. Była inspiracją dla uzdrowiciela Benny'ego Hinna, który napisał o niej książkę.
20 lutego 1976 Kuhlman zmarła podczas operacji serca.